# Sterculia ceramica
Sterculia ceramica är en malvaväxtart som beskrevs av Robert Brown. Sterculia ceramica ingår i släktet Sterculia och familjen malvaväxter. Inga underarter finns listade i Catalogue of Life.

## Bildgalleri

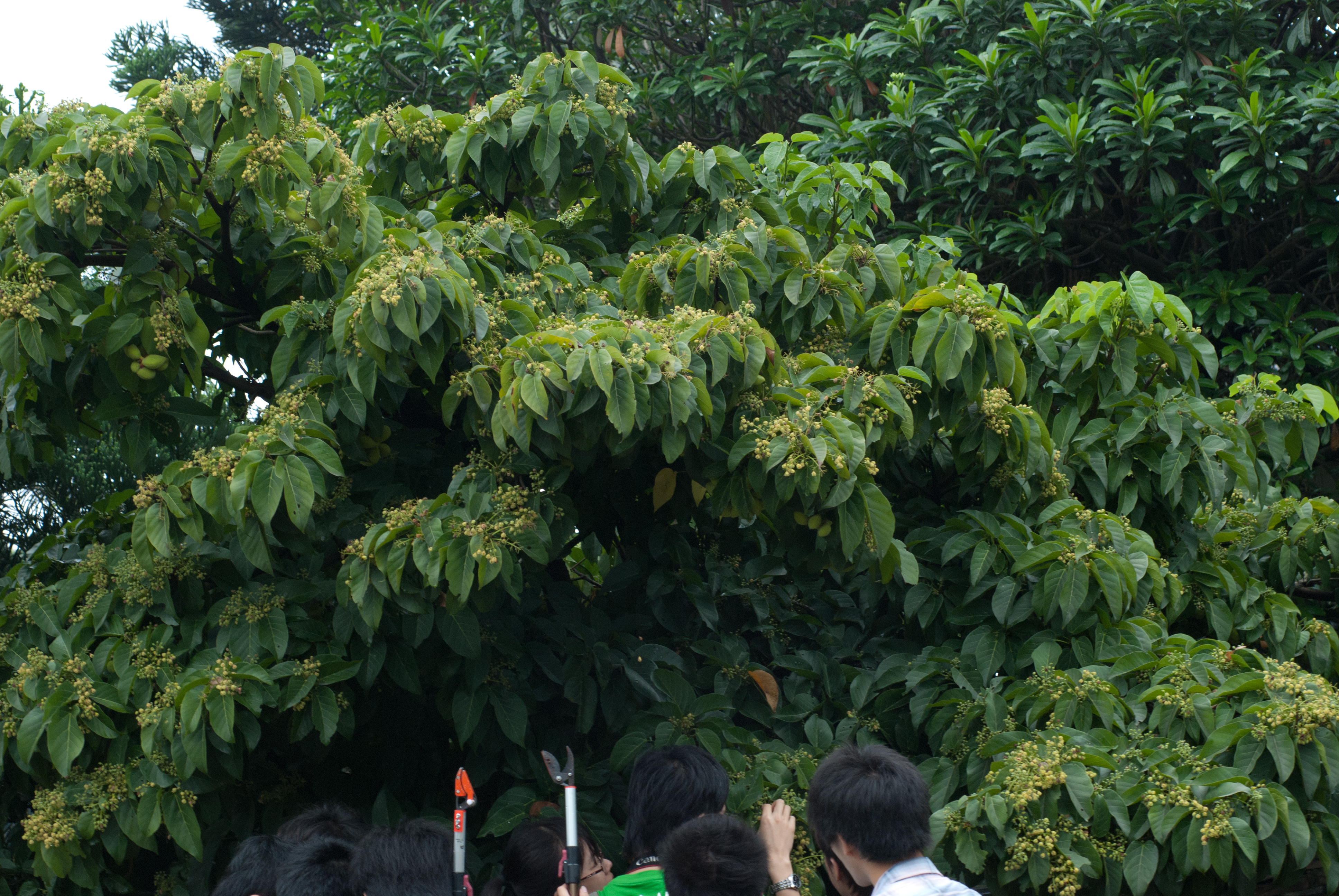
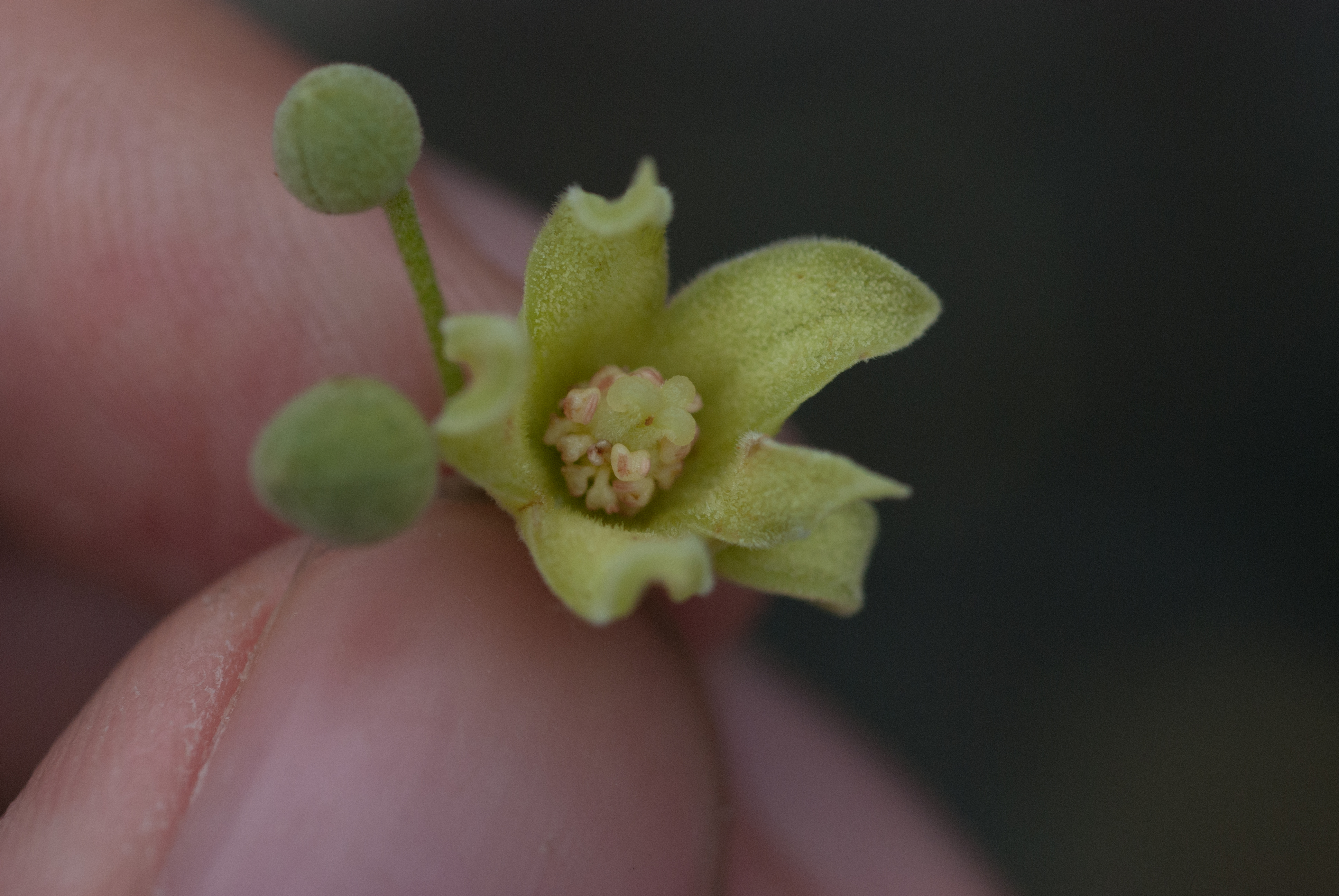
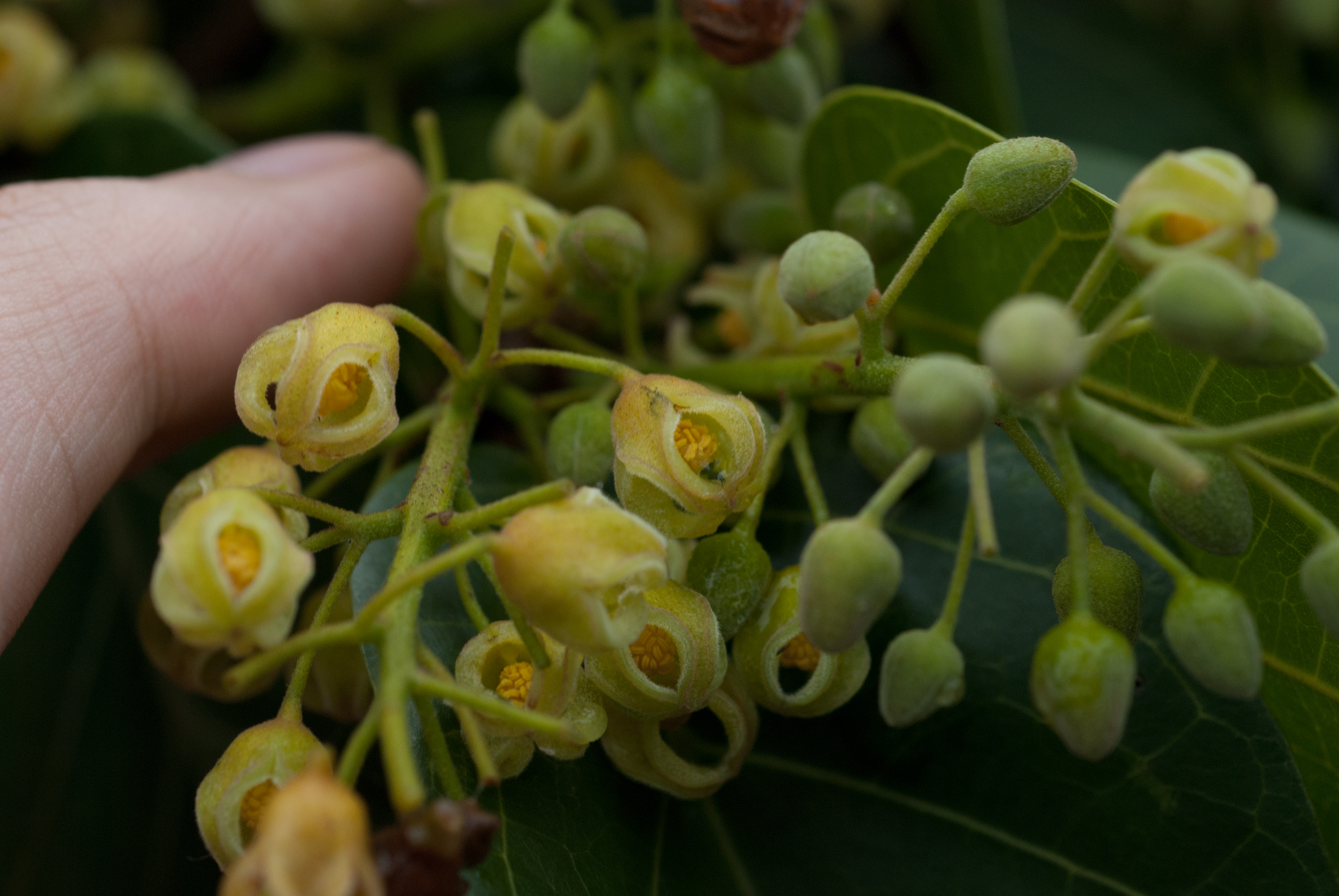